# Super Bowl XLIX
Der Super Bowl XLIX war der 49. Super Bowl, das Endspiel der Saison 2014 der National Football League (NFL) im American Football. Das Spiel wurde am 1. Februar 2015 16:30 Uhr Ortszeit (2. Februar 0:30 Uhr MEZ) im University of Phoenix Stadium in Glendale (Arizona), der Heimspielstätte der Arizona Cardinals, ausgetragen. Dabei gewann der Meister der American Football Conference (AFC), die New England Patriots, mit 28:24 gegen den Meister der National Football Conference (NFC), die Seattle Seahawks. Zum Super Bowl MVP wurde der Quarterback der New England Patriots, Tom Brady, gewählt.

## Der Weg zum Super Bowl

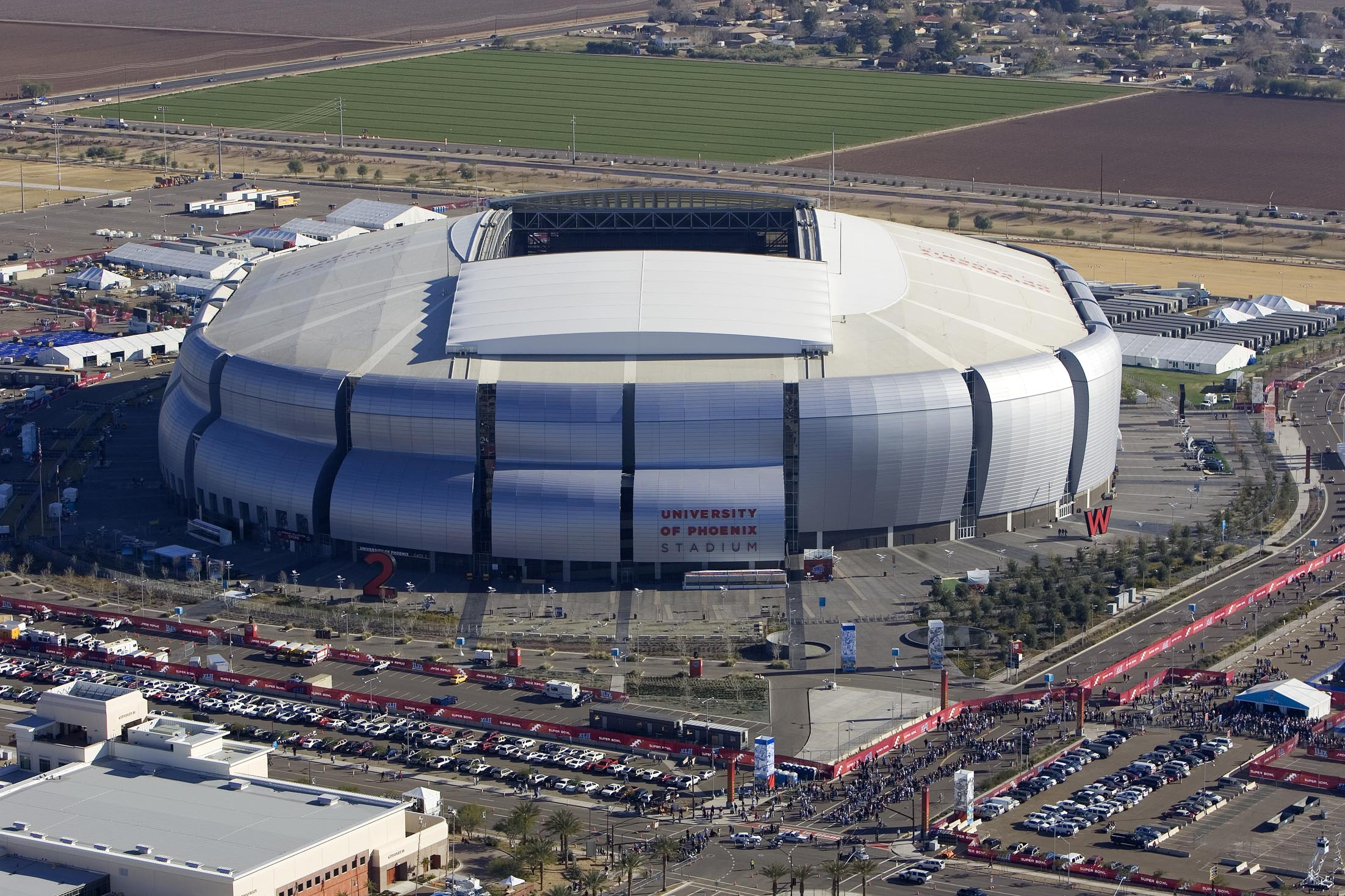
Das University of Phoenix Stadium war der Austragungsort des 49. Super Bowls.

Mit den Seattle Seahawks (Meister der NFC) und den New England Patriots (Meister der AFC) setzten sich jene Teams durch, die in ihren Conferences nach der Regular Season mit jeweils 12:4 Siegen in den Play-offs an Nummer 1 gesetzt waren. Für die Seahawks, die den letztjährigen Super Bowl XLVIII gewonnen hatten, bedeutete der Einzug in den Super Bowl XLIX die insgesamt dritte Endspielteilnahme. Die New England Patriots nehmen zum insgesamt achten Mal am Super Bowl teil, das letzte Mal hatten sie 2011 den Super Bowl XLVI verloren. Der deutsche Right Tackle Sebastian Vollmer von den Patriots wurde, nach Markus Koch (der bereits 1988 mit den Redskins den Titel holte), der erste deutsche Super-Bowl-Gewinner, der in Deutschland mit dem Spielen begann.

### Seattle Seahawks
Der Titelverteidiger aus Seattle hatte anfangs mit Verletzungsproblemen zu kämpfen, die zum mäßigen Start von drei Siegen und drei Niederlagen beitrugen. Nachdem das Team von Head Coach Pete Carroll neun seiner letzten zehn Spiele gewonnen hatte, beendete es die Regular Season mit 12:4 Siegen als Nummer 1 der Setzliste der NFC. Im Divisional Play-off wurden die Carolina Panthers mit 31:17 und dann im NFC Championship Game die Green Bay Packers mit 28:22 nach Verlängerung besiegt, wobei die Seahawks nach einem schwachen Spiel mit fünf Ballverlusten kurz vor Schluss 7:19 zurücklagen, dann 15 Punkte in nur 44 Sekunden erzielten und in der Verlängerung siegten.
Herzstück der Seahawks waren ihre starken Defensive Backs um Cornerback Richard Sherman und die beiden Safeties Kam Chancellor und Earl Thomas, die den Ehrennamen Legion of Boom tragen. Gemeinsam mit Linebacker Bobby Wagner trugen sie dazu bei, dass Seattle in der Regular Season nur 254 Punkte kassierte und dem Gegner lediglich 2.970 Yards Raumgewinn nach Würfen gestattete (beides Platz 1 in der NFL). In der eher mäßigen Offense (394 Punkte, Platz 14) trug Runningback Marshawn Lynch (1.306 Yards Raumgewinn, 13 Touchdowns) die Hauptlast, unterstützt von Quarterback Russell Wilson (3.475 Yards Raumgewinn, 20 Touchdowns, 7 Interceptions). Sherman, Chancellor, Thomas, Wagner und Lynch wurden sowohl in den Pro Bowl als auch zum All-Pro gewählt.

### New England Patriots
Die New England Patriots sorgten auf dem Transfermarkt für Aufsehen, als sie die beiden Pro-Bowl-Cornerbacks Darrelle Revis und Brandon Browner verpflichteten und ihren langjährigen Pro-Bowl-Guard Logan Mankins abgaben. Nach einem langsamen Start von zwei Siegen und zwei Niederlagen gewann das Team von Head Coach Bill Belichick zehn seiner letzten zwölf Spiele und eroberte Platz 1 der Setzliste der AFC. Im Divisional Play-off wurden die Baltimore Ravens mit 35:31 besiegt, nachdem die Patriots zweimal einen Rückstand von 14 Punkten (0:14 bzw. 14:28) wettmachten, bevor im AFC Championship Game die Indianapolis Colts mit 45:7 ausgeschaltet wurden. Prunkstück des Teams aus New England war die starke Offense (468 Punkte, Platz 4) um Quarterback Tom Brady (4.109 Yards Raumgewinn, 30 Touchdowns, 9 Interceptions) und Tight End Rob Gronkowski (1.124 Yards Raumgewinn, 12 Touchdowns), unterstützt von Wide Receiver Julian Edelman (92 gefangene Pässe). Edelman war als Returner auch wichtiger Teil der starken Special-Teams-Einheit um Kicker Stephen Gostkowski und Gunner Matthew Slater. Die Defense (313 Punkte zugelassen, Platz 8) um die neu verpflichteten Revis und Browner war ebenfalls beachtlich. Gronkowski, Gostkowski, Slater und Revis wurden sowohl in den Pro Bowl als auch zum All-Pro gewählt, Brady schaffte es in den Pro Bowl. Für Brady und Belichick bedeutete der Einzug in den Super Bowl XLIX die jeweils sechste Finalteilnahme.
Nach dem AFC-Finale wurde gemeldet, dass 11 der 12 Footballs, die die Patriots gegen die Colts benutzt hatten, mit zu niedrigem Druck (min. 12,5 psi) aufgepumpt waren. Ein weicher Football erleichtert dem Quarterback das Werfen, da der Griff sicherer ist. Dieser als „Deflategate“ (engl.: „deflate“ = Luft entweichen lassen) bezeichnete Regelverstoß belastete die Vorbereitungen von New England, auch wenn die Ermittlungen bis zum Super Bowl keine klaren Resultate brachten.

### Reguläre Saison
| Play-off-Setzliste |                                      |                                    |
| Pos.               | AFC                                  | NFC                                |
| 1                  | New England Patriots (East-Gewinner) | Seattle Seahawks (West-Gewinner)   |
| 2                  | Denver Broncos (West-Gewinner)       | Green Bay Packers (North-Gewinner) |
| 3                  | Pittsburgh Steelers (North-Gewinner) | Dallas Cowboys (East-Gewinner)     |
| 4                  | Indianapolis Colts (South-Gewinner)  | Carolina Panthers (South-Gewinner) |
| 5                  | Cincinnati Bengals                   | Arizona Cardinals                  |
| 6                  | Baltimore Ravens                     | Detroit Lions                      |

### Play-offs
Die Play-offs fanden vom 3. Januar bis zum 1. Februar 2015 statt.
|  | Wild Card Round                     | Wild Card Round                     | Wild Card Round                     |                                                  |              | Divisional Round               | Divisional Round                           | Divisional Round                           |                                            |  | Conference Championships | Conference Championships | Conference Championships |  |  | Super Bowl | Super Bowl | Super Bowl |
|  |                                     |                                     |                                     |                                                  |              |                                |                                            |                                            |                                            |  |                          |                          |                          |  |  |            |            |            |
|  | 3. Januar – Bank of America Stadium | 3. Januar – Bank of America Stadium | 3. Januar – Bank of America Stadium |                                                  |              | 10. Januar – CenturyLink Field | 10. Januar – CenturyLink Field             | 10. Januar – CenturyLink Field             |                                            |  |                          |                          |                          |  |  |            |            |            |
|  | 3. Januar – Bank of America Stadium | 3. Januar – Bank of America Stadium | 3. Januar – Bank of America Stadium | 1                                                | Seattle      | 31                             |                                            |                                            |                                            |  |                          |                          |                          |  |  |            |            |            |
|  | 4                                   | Carolina                            | 27                                  | 1                                                | Seattle      | 31                             | 18. Januar – CenturyLink Field             | 18. Januar – CenturyLink Field             | 18. Januar – CenturyLink Field             |  |                          |                          |                          |  |  |            |            |            |
|  | 4                                   | Carolina                            | 27                                  | 4                                                | Carolina     | 17                             | 18. Januar – CenturyLink Field             | 18. Januar – CenturyLink Field             | 18. Januar – CenturyLink Field             |  |                          |                          |                          |  |  |            |            |            |
|  | 5                                   | Arizona                             | 16                                  | 4                                                | Carolina     | 17                             | 18. Januar – CenturyLink Field             | 18. Januar – CenturyLink Field             | 18. Januar – CenturyLink Field             |  |                          |                          |                          |  |  |            |            |            |
|  | 5                                   | Arizona                             | 16                                  | 11. Januar – Lambeau Field                       |              |                                | 18. Januar – CenturyLink Field             | 18. Januar – CenturyLink Field             | 18. Januar – CenturyLink Field             |  |                          |                          |                          |  |  |            |            |            |
|  |                                     |                                     |                                     | 1                                                | Seattle      | 28*                            |                                            |                                            |                                            |  |                          |                          |                          |  |  |            |            |            |
|  | NFC                                 |                                     |                                     | 1                                                | Seattle      | 28*                            |                                            |                                            |                                            |  |                          |                          |                          |  |  |            |            |            |
|  |                                     | 2                                   | Green Bay                           | 22                                               |              |                                |                                            |                                            |                                            |  |                          |                          |                          |  |  |            |            |            |
|  | 4. Januar – AT&T Stadium            | 2                                   | Green Bay                           | 22                                               |              |                                |                                            |                                            |                                            |  |                          |                          |                          |  |  |            |            |            |
|  | NFC Championship                    |                                     |                                     |                                                  |              |                                |                                            |                                            |                                            |  |                          |                          |                          |  |  |            |            |            |
|  | 2                                   | Green Bay                           | 26                                  |                                                  |              |                                |                                            |                                            |                                            |  |                          |                          |                          |  |  |            |            |            |
|  | 2                                   | Green Bay                           | 26                                  | 3                                                | Dallas       | 24                             | 1. Februar – University of Phoenix Stadium | 1. Februar – University of Phoenix Stadium | 1. Februar – University of Phoenix Stadium |  |                          |                          |                          |  |  |            |            |            |
|  | 3                                   | Dallas                              | 21                                  | 3                                                | Dallas       | 24                             | 1. Februar – University of Phoenix Stadium | 1. Februar – University of Phoenix Stadium | 1. Februar – University of Phoenix Stadium |  |                          |                          |                          |  |  |            |            |            |
|  | 3                                   | Dallas                              | 21                                  | 6                                                | Detroit      | 20                             | 1. Februar – University of Phoenix Stadium | 1. Februar – University of Phoenix Stadium | 1. Februar – University of Phoenix Stadium |  |                          |                          |                          |  |  |            |            |            |
|  | 10. Januar – Gillette Stadium       |                                     |                                     | 6                                                | Detroit      | 20                             | 1. Februar – University of Phoenix Stadium | 1. Februar – University of Phoenix Stadium | 1. Februar – University of Phoenix Stadium |  |                          |                          |                          |  |  |            |            |            |
|  | 3. Januar – Heinz Field             | 3. Januar – Heinz Field             | 3. Januar – Heinz Field             | N1                                               | Seattle      | 24                             |                                            |                                            |                                            |  |                          |                          |                          |  |  |            |            |            |
|  | 3. Januar – Heinz Field             | 3. Januar – Heinz Field             | 3. Januar – Heinz Field             | N1                                               | Seattle      | 24                             |                                            |                                            |                                            |  |                          |                          |                          |  |  |            |            |            |
|  | 3. Januar – Heinz Field             | 3. Januar – Heinz Field             | 3. Januar – Heinz Field             |                                                  | A1           | New England                    | 28                                         |                                            |                                            |  |                          |                          |                          |  |  |            |            |            |
|  | 3. Januar – Heinz Field             | 3. Januar – Heinz Field             | 3. Januar – Heinz Field             |                                                  | A1           | New England                    | 28                                         |                                            |                                            |  |                          |                          |                          |  |  |            |            |            |
|  | 3. Januar – Heinz Field             | 3. Januar – Heinz Field             | 3. Januar – Heinz Field             | Super Bowl XLIX                                  |              |                                |                                            |                                            |                                            |  |                          |                          |                          |  |  |            |            |            |
|  | 3. Januar – Heinz Field             | 3. Januar – Heinz Field             | 3. Januar – Heinz Field             | 1                                                | New England  | 35                             |                                            |                                            |                                            |  |                          |                          |                          |  |  |            |            |            |
|  | 3                                   | Pittsburgh                          | 17                                  | 1                                                | New England  | 35                             | 18. Januar – Gillette Stadium              | 18. Januar – Gillette Stadium              | 18. Januar – Gillette Stadium              |  |                          |                          |                          |  |  |            |            |            |
|  | 3                                   | Pittsburgh                          | 17                                  | 6                                                | Baltimore    | 31                             | 18. Januar – Gillette Stadium              | 18. Januar – Gillette Stadium              | 18. Januar – Gillette Stadium              |  |                          |                          |                          |  |  |            |            |            |
|  | 6                                   | Baltimore                           | 30                                  | 6                                                | Baltimore    | 31                             | 18. Januar – Gillette Stadium              | 18. Januar – Gillette Stadium              | 18. Januar – Gillette Stadium              |  |                          |                          |                          |  |  |            |            |            |
|  | 6                                   | Baltimore                           | 30                                  | 11. Januar – Sports Authority Field at Mile High |              |                                | 18. Januar – Gillette Stadium              | 18. Januar – Gillette Stadium              | 18. Januar – Gillette Stadium              |  |                          |                          |                          |  |  |            |            |            |
|  |                                     |                                     |                                     | 1                                                | New England  | 45                             |                                            |                                            |                                            |  |                          |                          |                          |  |  |            |            |            |
|  | AFC                                 |                                     |                                     | 1                                                | New England  | 45                             |                                            |                                            |                                            |  |                          |                          |                          |  |  |            |            |            |
|  |                                     | 4                                   | Indianapolis                        | 7                                                |              |                                |                                            |                                            |                                            |  |                          |                          |                          |  |  |            |            |            |
|  | 4. Januar – Lucas Oil Stadium       | 4                                   | Indianapolis                        | 7                                                |              |                                |                                            |                                            |                                            |  |                          |                          |                          |  |  |            |            |            |
|  | AFC Championship                    |                                     |                                     |                                                  |              |                                |                                            |                                            |                                            |  |                          |                          |                          |  |  |            |            |            |
|  | 2                                   | Denver                              | 13                                  |                                                  |              |                                |                                            |                                            |                                            |  |                          |                          |                          |  |  |            |            |            |
|  | 2                                   | Denver                              | 13                                  | 4                                                | Indianapolis | 26                             |                                            |                                            |                                            |  |                          |                          |                          |  |  |            |            |            |
|  | 4                                   | Indianapolis                        | 24                                  | 4                                                | Indianapolis | 26                             |                                            |                                            |                                            |  |                          |                          |                          |  |  |            |            |            |
|  | 4                                   | Indianapolis                        | 24                                  | 5                                                | Cincinnati   | 10                             |                                            |                                            |                                            |  |                          |                          |                          |  |  |            |            |            |
|  |                                     |                                     |                                     | 5                                                | Cincinnati   | 10                             |                                            |                                            |                                            |  |                          |                          |                          |  |  |            |            |            |

- Die Mannschaft mit der niedrigeren Setznummer hatte Heimrecht.
- (*) nach Verlängerung

## Spielbericht

### 1. Halbzeit
Nach einem verhaltenen Start beider Teams kamen die Patriots tief in die Hälfte der Seahawks, bevor der Quarterback der Patriots, Tom Brady, eine Interception auf einen Cornerback der Seahawks, Jeremy Lane, warf. Hierbei wurde Lane so hart getackelt, dass er sich das Handgelenk brach und ausschied. Im zweiten Viertel vollendete Brady einen Touchdownpass aus 11 Yards auf Wide Receiver Brandon LaFell (Point after Touchdown (PAT) Stephen Gostkowski, NE 7: SEA 0). Nach einem Big Play durch den Quarterback der Seahawks, Russell Wilson, (44-Yards-Pass auf Wide Receiver Chris Matthews) schlug Seattle zurück, als Runningback Marshawn Lynch aus 3 Yards in die Endzone lief (PAT Steven Hauschka, NE 7: SEA 7). Die Halbzeit endete spektakulär, als 31 Sekunden vor Schluss Brady seinen zweiten Touchdownpass vollendete, diesmal auf Tight End Rob Gronkowski (PAT Gostkowski, NE 14: SEA 7), aber Seattle in nur 29 Sekunden 80 Yards Raumgewinn erzielte und Wilson mit nur 2 Sekunden Restzeit einen Touchdownpass auf Chris Matthews vollendete (PAT Hauschka, NE 14: SEA 14).

### 2. Halbzeit
Seattle kam früh tief in New Englands Hälfte, so dass Kicker Steven Hauschka ein Field Goal aus 27 Yards erzielte und Seattle erstmals führte (NE 14: SEA 17). Die Seahawks bauten den Vorsprung schnell aus, als ihr Linebacker Bobby Wagner einen weiteren Pass Bradys abfing. Wilson warf bald seinen zweiten Touchdownpass, diesmal aus 3 Yards auf Wide Receiver Doug Baldwin (PAT Hauschka, NE 14: SEA 24). Hierbei bekam Baldwin unabsichtlich Hilfe von einem Schiedsrichter, der im Laufweg seines Gegenspielers Darrelle Revis stand. Im letzten Viertel starteten die Patriots ihre Aufholjagd, indem Brady zuerst eine „3. Down und 14 Yards“-Situation mit einem 21-Yards-Pass auf Wide Receiver Julian Edelman löste und dann bei knapp acht Minuten Restspielzeit auf der Uhr aus 4 Yards einen Touchdownpass zu Wide Receiver Danny Amendola spielte (PAT Gostkowski, NE 21: SEA 24). 2:02 Minuten vor dem Ende vollendete Brady seinen vierten Touchdownpass aus 3 Yards auf Edelman (PAT Gostkowski, NE 28: SEA 24). Nach einem akrobatischen Fang von Wide Receiver Jermaine Kearse stand Seattle 20 Sekunden vor Schluss einen Yard vor New Englands Endzone, bevor der Cornerback der Patriots, Malcolm Butler, einen Pass von Wilson abfing und das Spiel entschied. Die Seahawks vergaben die Chance, die auf der 1-Yard-Linie stehenden Patriots in ihrer eigenen Endzone zu tackeln und durch ein Safety zwei Punkte und Ballbesitz zu bekommen, da ihr Defensive End, Michael Bennett, vor Beginn des Spielzuges loslief. Dieser Regelverstoß brachte New England fünf Yards Raumgewinn und reduzierte die Gefahr eines Safeties deutlich. Danach zettelte der Linebacker der Seahawks, Bruce Irvin, eine Schlägerei an und wurde vom Platz gestellt. Zum Schluss kniete Brady das Spiel ab (Quarterback Kneel) und ließ die Uhr auslaufen.
Butlers Interception wurde sofort als einer der größten Momente der neueren Super-Bowl-Geschichte dargestellt. Doch Seattles Entscheidung, vor der spielentscheidenden Interception mit nur einem Yard Distanz zur Endzone und 20 Sekunden Restspielzeit einen Pass zu spielen, wurde sowohl in Medien aus Seattle, aus New England, als auch von vielen Spielern scharf kritisiert. Einhellig wurde angemerkt, dass ein Lauf von Seattles Runningback Marshawn Lynch mehr Sinn gehabt hätte, da dieser bereits 102 Yards, einen Touchdown, und alleine im vorangegangenen Spielzug vier Yards erlaufen hatte. Ein Laufspielzug über Lynch hätte zumindest auf dem Papier bessere Chancen gehabt, den letzten Yard für einen Touchdown zu erobern bzw. das Risiko auf einen Ballverlust zu minimieren. Das Trainerteam der Seahawks kommentierte, dass die Patriots den Laufweg mit acht schweren Verteidigern zustellten, und die Passabwehr aus nur drei Defensive Backs bestand. Daher habe man sich für einen schnellen Wurf entschieden, was in dieser Situation „nicht optimal“ gewesen sei.

### Punkteübersicht
- 1st Quarter
  - Keine Punkte
- 2nd Quarter
  - NE – Brandon LaFell 11-Yard TD-Pass von Tom Brady (Kick Stephen Gostkowski), 9:47. Patriots 7:0. Drive: 9 Spielzüge, 65 Yards, 4:10 Minuten.
  - SEA – Marshawn Lynch 3-Yard TD-Lauf (Kick Steven Hauschka), 2:16. 7:7. Drive: 8 Spielzüge, 70 Yards, 4:51 Minuten.
  - NE – Rob Gronkowski 22-Yard TD-Pass von Tom Brady (Kick Stephen Gostkowski), 0:31. Patriots 14:7. Drive: 8 Spielzüge, 80 Yards, 1:45 Minuten.
  - SEA – Chris Matthews 11-Yard TD-Pass von Russell Wilson (Kick Steven Hauschka), 0:02. 14:14 Drive: 5 Spielzüge, 80 Yards, 0:29 Minuten.
- 3rd Quarter
  - SEA – Steven Hauschka 27-Yard FG, 11:09. Seahawks 17:14. Drive: 7 Spielzüge, 72 Yards, 3:51 Minuten.
  - SEA – Doug Baldwin 3-Yard TD-Pass von Russell Wilson (Kick Steven Hauschka), 4:54 Minuten. Seahawks 24:14. Drive: 6 Spielzüge, 50 Yards, 3:13 Minuten.
- 4th Quarter
  - NE – Danny Amendola 4-Yard TD-Pass von Tom Brady (Kick Stephen Gostkowski), 7:55. Seahawks 24:21. Drive: 9 Spielzüge, 68 Yards, 4:15 Minuten.
  - NE – Julian Edelman 3-Yard TD Pass von Tom Brady (Kick Stephen Gostkowski), 2:02. Patriots 28:24. Drive: 10 Spielzüge, 64 Yards, 4:50 Minuten.

## Startaufstellung
| New England          | Position | Position | Seattle          |
| Offense              | Offense  | Offense  | Offense          |
| -------------------- | -------- | -------- | ---------------- |
| Brandon LaFell       | WR       | WR       | Doug Baldwin     |
| Nate Solder          | LT       | LT       | Russell Okung    |
| Dan Connolly         | LG       | LG       | James Carpenter  |
| Bryan Stork          | C        | C        | Max Unger        |
| Ryan Wendell         | RG       | RG       | J. R. Sweezy     |
| Sebastian Vollmer    | RT       | RT       | Justin Britt     |
| Rob Gronkowski       | TE       | TE       | Luke Willson     |
| Julian Edelman       | WR       | WR       | Jermaine Kearse  |
| Tom Brady            | QB       | QB       | Russell Wilson   |
| Michael Hoomanawanui | TE       | WR       | Ricardo Lockette |
| Shane Vereen         | RB       | RB       | Marshawn Lynch   |
| Defense              |          |          |                  |
| Rob Ninkovich        | LE       | LDE      | Michael Bennett  |
| Sealver Siliga       | DT       | LDT      | Tony McDaniel    |
| Vince Wilfork        | DT       | RDT      | Kevin Williams   |
| Chandler Jones       | RE       | RDE      | Cliff Avril      |
| Jamie Collins        | LB       | OLB      | Bruce Irvin      |
| Dont’a Hightower     | LB       | MLB      | Bobby Wagner     |
| Kyle Arrington       | LCB      | OLB      | K. J. Wright     |
| Darrelle Revis!      | LCB      | LCB      | Richard Sherman  |
| Brandon Browner      | RCB      | RCB      | Byron Maxwell    |
| Patrick Chung        | S        | SS       | Kam Chancellor   |
| Devin McCourty       | S        | FS       | Earl Thomas      |

Legende:
| ! | = spätere Hall of Famer |

## Auszeichnungen und Rekorde
Der Quarterback der New England Patriots, Tom Brady, wurde zum Super Bowl MVP gewählt, nachdem er vier Touchdowns bei zwei Interceptions erzielte und 37 seiner 50 Würfe komplettierte. Brady stellte in diesem Spiel mehrere Rekorde auf bzw. ein. Mit seinem vierten Super-Bowl-Sieg egalisierte Brady den Rekord für Starting-Quarterbacks und schloss zu Joe Montana und Terry Bradshaw auf, zuvor hatte er mit seiner insgesamt sechsten Super-Bowl-Teilnahme einen weiteren Rekord für Starting-Quarterbacks gebrochen. Mit seinem dritten Super Bowl MVP schloss er zu Joe Montana auf, und sein insgesamt 12. Super-Bowl-Touchdown brach Montanas Bestmarke (11) – am Ende hatte er 13 Touchdowns. Seine 37 erfolgreichen Würfe übertrafen die bisherige Marke von Peyton Manning (34). Mit seinem insgesamt 22. Play-off-Sieg baute Brady seinen eigenen Rekord weiter aus (Montana ist mit 16 auf Rang 2). Der Head Coach der Patriots, Bill Belichick, der ebenfalls seinen vierten Super-Bowl-Sieg bei der sechsten Super-Bowl-Teilnahme feierte (allesamt mit Brady als Starting-Quarterback), stellte mit dem vierten Titel den Rekord von Chuck Noll ein.
Cornerback Brandon Browner wurde der erst dritte Spieler, der zweimal den US-amerikanischen Super Bowl und einmal den kanadischen Grey Cup gewann. Defensive End Chandler Jones gewann zwei Jahre nach seinem älteren Bruder Arthur Jones (Super Bowl XLVII) den Super Bowl, während sein ältester Bruder Jon „Bones“ Jones zu jenem Zeitpunkt amtierender Weltmeister im Mixed Martial Arts (UFC) war. Für Defensivallrounder Rob Ninkovich war der Super-Bowl-Sieg doppelt erfreulich, da es an seinem 31. Geburtstag passierte.

## Übertragung
In den Vereinigten Staaten wurde der Super Bowl durch die NBC gesendet, die Kommentatoren waren Al Michaels und Cris Collinsworth. Mit 114,4 Millionen Zuschauern stellte die Übertragung einen neuen Zuschauerrekord in den USA auf, der vorherige Rekord war ein Jahr zuvor beim Super Bowl XLVIII aufgestellt worden (111,5 Mio.). Damit belegt der Super-Bowl die Plätze 1 bis 6 der Allzeit-Quotenhits der USA. Die Halbzeitshow erzielte den Spitzenwert von 118,5 Millionen Zuschauern, was ebenfalls den alten Halbzeitshow-Rekord (115,3 Mio. durch Bruno Mars und die Red Hot Chili Peppers, ebenfalls Super Bowl XLVIII) brach. Im Bereich der Social Media sorgte der Super Bowl für insgesamt 28,4 Millionen Tweets.
Im deutschen Free-TV wurde der Super Bowl durch Sat.1 Ran übertragen, wobei das Spiel von Jan Stecker und Frank Buschmann mit Studiogast Björn Werner kommentiert wurde.
Einschaltquoten der Übertragung im deutschen Free-TV:
|             |                 | Vorbericht | 1. Viertel | 2. Viertel | 3. Viertel | 4. Viertel | Siegerehrung |
| ----------- | --------------- | ---------- | ---------- | ---------- | ---------- | ---------- | ------------ |
| Zuschauer   | Gesamt          | 1,4 Mio.   | 1,64 Mio.  | 1,5 Mio.   | 1,08 Mio.  | 1,09 Mio.  | 0,72 Mio.    |
| Zuschauer   | 14 bis 49 Jahre | 0,97 Mio.  | 1,24 Mio.  | 1,21 Mio.  | 0,87 Mio.  | 0,86 Mio.  | 0,57 Mio.    |
| Marktanteil | Gesamt          | 9,6 %      | 19,5 %     | 25,5 %     | 29,1 %     | 33,1 %     | 25,5 %       |
| Marktanteil | 14 bis 49 Jahre | 15,7 %     | 30,1 %     | 39,6 %     | 41,7 %     | 45,1 %     | 37,8 %       |

## Halbzeitshow
In der Halbzeitpause traten Katy Perry und Lenny Kravitz sowie Missy Elliott auf.
In Deutschland sahen 1,27 Mio. (28,6 %) aller Zuschauer ab drei Jahren sowie 1,06 Mio. (42,7 %) der 14–49-Jährigen die Super Bowl XLIX Halftime Show.
Vor der Bekanntgabe der auftretenden Künstler verkündete die NFL, dass künftig interessierte Bewerber, die in der Halbzeitshow als Musiker auftreten wollen, einen bestimmten Geldbetrag an die NFL zu entrichten haben. So hieß es, dass beispielsweise die Rockband Coldplay bei der Halbzeitshow auftreten könne, wenn sie 2 Millionen US-Dollar an die NFL zahlen würde.